# Käravete
Käravete är en ort i Estland. Den ligger i Ambla kommun och landskapet Järvamaa, i den centrala delen av landet, 60 km öster om huvudstaden Tallinn. Käravete ligger 95 meter över havet och antalet invånare är 295.
Terrängen runt Käravete är platt. Runt Käravete är det glesbefolkat, med 13 invånare per kvadratkilometer. Närmaste större samhälle är Tapa, 13,9 km nordost om Käravete. Omgivningarna runt Käravete är en mosaik av jordbruksmark och naturlig växtlighet.